# Kwasi Paul
Kwasi Paul (2 settembre 1987) è un calciatore grenadino, centrocampista del Carib Hurricane.

## Carriera

### Nazionale
Ha debuttato in Nazionale il 6 settembre 2006, in Antille Olandesi-Grenada (1-1). Ha partecipato, con la Nazionale, alla Gold Cup 2009. Ha collezionato in totale, con la maglia della Nazionale, 5 presenze.

## Statistiche

### Cronologia presenze e reti in Nazionale
| Cronologia completa delle presenze e delle reti in nazionale ― Grenada | Cronologia completa delle presenze e delle reti in nazionale ― Grenada | Cronologia completa delle presenze e delle reti in nazionale ― Grenada | Cronologia completa delle presenze e delle reti in nazionale ― Grenada | Cronologia completa delle presenze e delle reti in nazionale ― Grenada | Cronologia completa delle presenze e delle reti in nazionale ― Grenada | Cronologia completa delle presenze e delle reti in nazionale ― Grenada | Cronologia completa delle presenze e delle reti in nazionale ― Grenada |
| Data                                                                   | Città                                                                  | In casa                                                                | Risultato                                                              | Ospiti                                                                 | Competizione                                                           | Reti                                                                   | Note                                                                   |
| ---------------------------------------------------------------------- | ---------------------------------------------------------------------- | ---------------------------------------------------------------------- | ---------------------------------------------------------------------- | ---------------------------------------------------------------------- | ---------------------------------------------------------------------- | ---------------------------------------------------------------------- | ---------------------------------------------------------------------- |
| 6-9-2006                                                               | Willemstad                                                             | Antille Olandesi                                                       | 1 – 1                                                                  | Grenada                                                                | Qual. Gold Cup 2007                                                    | -                                                                      |                                                                        |
| 8-9-2006                                                               | Willemstad                                                             | Suriname                                                               | 1 – 0                                                                  | Grenada                                                                | Qual. Gold Cup 2007                                                    | -                                                                      |                                                                        |
| 10-9-2006                                                              | Willemstad                                                             | Grenada                                                                | 0 – 1                                                                  | Guyana                                                                 | Qual. Gold Cup 2007                                                    | -                                                                      | 70’                                                                    |
| 27-4-2008                                                              | Macoya                                                                 | Trinidad e Tobago                                                      | 2 – 0                                                                  | Grenada                                                                | Amichevole                                                             | -                                                                      | 80’                                                                    |
| 11-7-2009                                                              | Foxborough                                                             | Honduras                                                               | 4 – 0                                                                  | Grenada                                                                | Gold Cup 2009                                                          | -                                                                      |                                                                        |
| Totale                                                                 |                                                                        | Presenze                                                               | 5                                                                      |                                                                        | Reti                                                                   | 0                                                                      |                                                                        |